# Orlando (Händel)
Orlando (HWV 31) es una ópera seria en tres actos con música de Georg Friedrich Händel y libreto en italiano anónimo basado en el libreto de L'Orlando, overo La gelosa pazzia, que escribió Carlo Sigismondo Capece y puso en música Domenico Scarlatti en 1717. El libreto de ambas obras está basado en el poema épico Orlando furioso (1532) de Ludovico Ariosto, que a su vez sirvió como base para otras óperas del mismo compositor: Ariodante y Alcina. Se escribió para la Royal Academy of Music. 

## Historia de las representaciones
Händel compuso la obra entre principios de octubre y el 20 de noviembre de 1732. Fue estrenada el 27 de enero de 1733 en el Teatro del Rey, Haymarket, de Londres. En esa temporada se hicieron en total 10 representaciones de la ópera y no se repuso. La primera producción moderna fue en el Teatro Unicorn, Abingdon, el 6 de mayo de 1959. El estreno en los Estados Unidos de la ópera fue presentada por la Sociedad Handel de Nueva York (HSNY) en versión de concierto el 18 de enero de 1971 en el Carnegie Hall. Stephen Simon dirigió la representación con Rosalind Elias en el papel titular, Camilla Williams como Angélica, Betty Allen como Medoro, Carole Bogard como Dorinda, y Justino Díaz como Zoroastro. El HSNY había hecho la primera grabación de la ópera en 1970 en Viena con un elenco en su mayor parte diferente para RCA Red Seal Records. Peter Sellars dirigió la primera producción escefinicada de la obra en los EE. UU. en el American Repertory Theater el 19 de diciembre de 1981. El contratenor Jeffrey Gall cantó el rol titular y dirigió Craig Smith.
La Royal Opera House de Londres repuso la producción de la ópera de 2003 en febrero y marzo de 2007 con Bejun Mehta de nuevo en el papel titular. La revista de la compañía, About the House, describió la escena de locura de Orlando como "una de las piezas más destacadas de la producción de Händel." El papel de Angélica lo cantó Rosemary Joshua y el de Dorinda por Camilla Tilling. El director de la orquesta fue Charles Mackerras y el escénico Francisco Negrin.[cita requerida]
Esta ópera se representa poco; en las estadísticas de Operabase aparece la n.º 102 de las óperas representadas en 2005-2010, siendo la 6.ª en el Reino Unido y la segunda de Händel, con 35 representaciones en el período.

## Personajes
| Personaje                    | Tesitura      | Elenco del estreno, 27 de enero de 1733 (Director: - ) |
| ---------------------------- | ------------- | ------------------------------------------------------ |
| Orlando, un caballero        | alto castrato | Senesino                                               |
| Angélica, reina de Catai     | soprano       | Anna Maria Strada                                      |
| Medoro, un príncipe africano | alto          | Francesca Bertolli                                     |
| Dorinda, una pastora         | soprano       | Celeste Gismondi                                       |
| Zoroastro, un mago           | bajo          | Antonio Montagnana                                     |

El papel de Orlando, originariamente escrito para Senesino, el gran alto castrato, es actualmente interpretado, por regla general, por un contratenor como James Bowman o David Daniels) o una mezzosoprano como Patricia Bardon o Marijana Mijanovic). El papel de Medoro, sin embargo, se escribió en origen para un alto (mezzosoprano), y esto se mantiene normalmente en las representaciones modernas (por ejemplo, Hilary Summers), aunque no siempre. Los personajes de Dorinda y Angélica son representados por sopranos, y Zoroastro por un bajo.

## Argumento
Orlando (Roldán), un gran soldado del ejército de Carlomagno, se enamora desesperadamente de la princesa pagana Angélica, quien a su vez está enamorada de otro hombre, Medoro. Orlando no acepta el desplante y esto lo hace enloquecer. Si no causa una auténtica carnicería es sólo gracias al mago Zoroastro (quien finalmente lo hace entrar en razón).

## Grabaciones
- CD: William Christie, Les Arts Florissants, con Patricia Bardon, Rosa Mannion, Hilary Summers, Rosemary Joshua, Harry van der Kamp (1996).
- CD: Christopher Hogwood, Academy of Ancient Music (AAM), con James Bowman, Arleen Augér, Kirkby, Robbin, Thomas (1991).
- DVD: William Christie, producción Jens-Daniel Herzog, Ópera de Zúrich, con Marijana Mijanovic, Janková, Peetz, Wolff (representaciones de 2006, lanzamiento en 2008).
- CD: René Jacobs, Bejun Mehta, Sophie Karthäuser, Kristina Hammarströn, Sunhae Im, Konstantin Wolff - B´Rock Orchestra RENÉ JACOBS, lanzamiento el 12 de mayo de 2014).